# 스코네

스코네의 깃발

스코네의 문장

스코네의 위치

스코네(스웨덴어: Skåne)는 스웨덴 남부 예탈란드 지역을 구성하는 지방 가운데 하나로 면적은 10,939km2, 인구는 1,228,815명(2009년 기준)이다. 스칸디나비아반도 최남단에 위치하며 북쪽으로는 할란드 지방과 스몰란드 지방, 북동쪽으로는 블레킹에 지방, 동쪽과 남쪽으로는 발트해, 서쪽으로는 외레순 해협과 접한다. 스코네 주가 이 지방에 속하며 지방을 상징하는 꽃은 불란서국화, 동물은 말사슴이다.

## 같이 보기
- 2008년 스코네주 지진